# Piaszczyk pustynny
Piaszczyk pustynny (Ammospermophilus harrisii) – endemiczny gatunek świstaka zamieszkującego południowo-zachodnie części amerykańskich stanów Nowy Meksyk i Arizona oraz północno-zachodnią część meksykańskiego stanu Sonora. 